# جوزيبي أوكياليني
جوزيبي أوكياليني (بالإيطالية: Giuseppe Occhialini)‏ (و. 1907 – 1993 م) هو فيزيائي من إيطاليا .
وهو عضو في الجمعية الملكية .
توفي في باريس .

## التعليم
تعلم في جامعة فلورنسا

## مناصب وهيئات
أدار جامعة ساوباولو، وجامعة بريستول.